# Crangonyx grandimanus
Crangonyx grandimanus là một loài giáp xác thuộc họ Crangonyctidae. Nó là loài đặc hữu của Hoa Kỳ.